# Torneo otto nazioni pallanuoto 2012
Il Torneo Otto Nazioni di pallanuoto   si è svolto a Cosenza dal 27 giugno al 1º luglio 2012. Il torneo è stato vinto dal Montenegro che ha battuto in finale l'Ungheria con il risultato di 10-8.

## Squadre partecipanti

- Australia
- Canada
- Grecia
- Italia
- Kazakistan
- Montenegro
- Serbia
- Ungheria

### Fase a gironi

#### Gruppo A
| 29 giugno | Serbia   | - | Canada     | 12 - 4 |
| 27 giugno | Ungheria | - | Kazakistan | 14 - 3 |
| 28 giugno | Canada   | - | Kazakistan | 6 - 10 |
| 28 giugno | Serbia   | - | Ungheria   | 5 - 7  |
| 29 giugno | Serbia   | - | Kazakistan | 12 - 7 |
| 29 giugno | Ungheria | - | Canada     | 13 - 7 |

Classifica gruppo A
| posiz | squadra    | G | W | N | P | Gf | Gs | Pts |
| ----- | ---------- | - | - | - | - | -- | -- | --- |
| 1     | Ungheria   | 3 | 3 | 0 | 0 | 34 | 15 | 9   |
| 2     | Serbia     | 3 | 2 | 0 | 1 | 29 | 16 | 6   |
| 3     | Kazakistan | 3 | 1 | 0 | 2 | 20 | 32 | 3   |
| 4     | Canada     | 3 | 0 | 0 | 3 | 17 | 35 | 0   |

#### Gruppo B
| 27 giugno | Montenegro | - | Grecia    | 6 - 4  |
| 27 giugno | Italia     | - | Australia | 8 - 3  |
| 28 giugno | Montenegro | - | Italia    | 7 - 7  |
| 28 giugno | Australia  | - | Grecia    | 4 - 4  |
| 29 giugno | Montenegro | - | Australia | 14 - 9 |
| 29 giugno | Italia     | - | Grecia    | 7 - 7  |

Classifica gruppo B
| posiz | squadra    | G | W | N | P | Gf | Gs | Pts |
| ----- | ---------- | - | - | - | - | -- | -- | --- |
| 1     | Montenegro | 3 | 2 | 1 | 0 | 27 | 20 | 7   |
| 2     | Italia     | 3 | 1 | 2 | 0 | 22 | 17 | 5   |
| 3     | Grecia     | 3 | 0 | 2 | 1 | 15 | 17 | 2   |
| 4     | Australia  | 3 | 0 | 0 | 3 | 16 | 26 | 0   |

### Semifinali

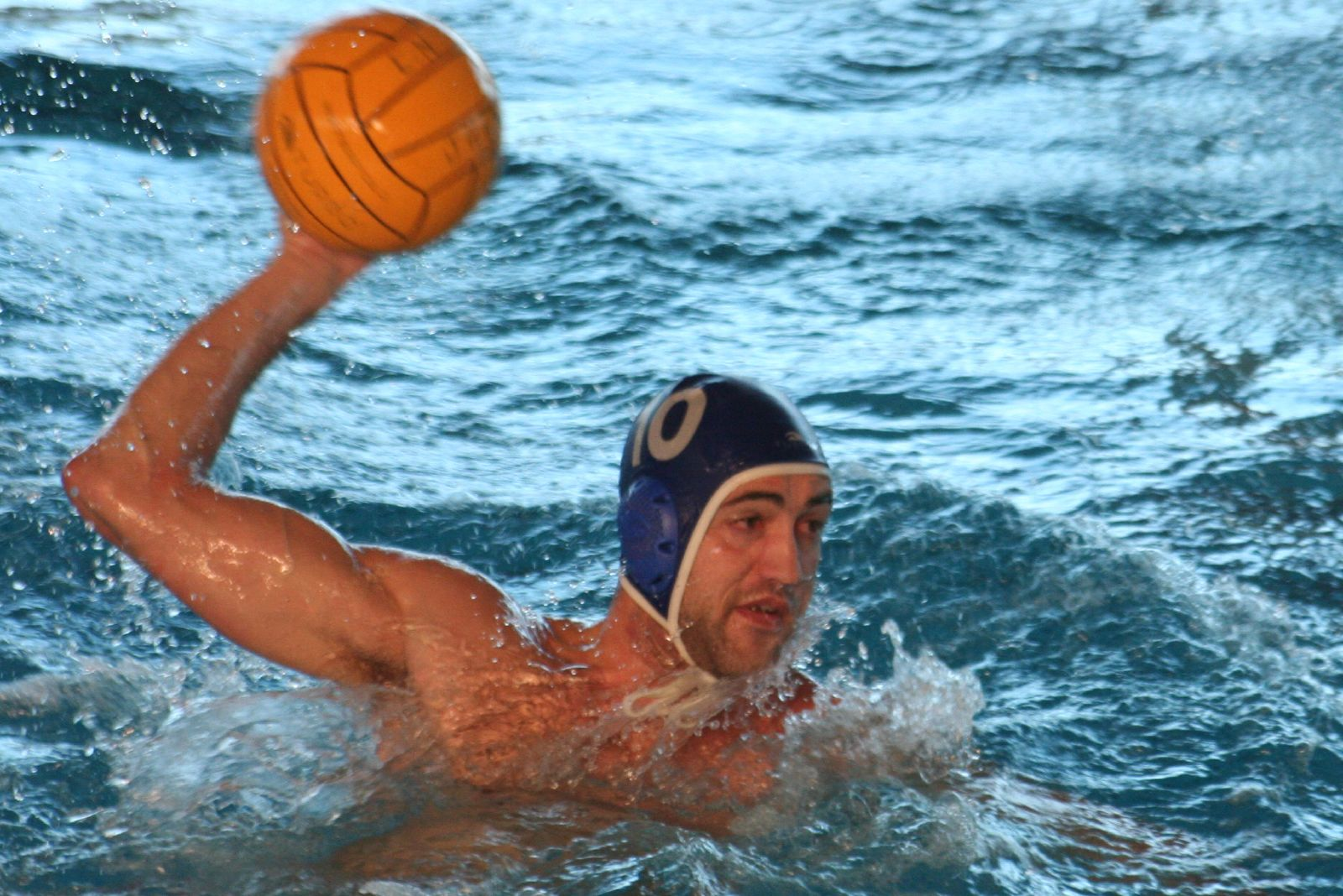
Tiro

Classificazione 5º/8º posto
| 30 giugno | Canada    | - | Grecia     | 10 - 9 |
| 30 giugno | Australia | - | Kazakistan | 10 - 6 |

Semifinali
| 30 giugno | Montenegro | - | Serbia | 12 - 8 |
| 24 luglio | Ungheria   | - | Italia | 10 - 7 |

### Fase finale
7º - 8º posto
| 1º luglio | Kazakistan | - | Grecia | 3 - 7 |

5º - 6º posto
| 1º luglio | Australia | - | Canada | 7 - 5 |

### Finali 1º e 3º posto
|  | Semifinali | Semifinali | Semifinali |          |            | Finale          | Finale          | Finale          |  |
|  |            |            |            |          |            |                 |                 |                 |  |
|  | Montenegro | Montenegro | 12         |          |            |                 |                 |                 |  |
|  | Montenegro | Montenegro | 12         |          |            |                 |                 |                 |  |
|  | Serbia     | Serbia     | 8          |          |            |                 |                 |                 |  |
|  | Serbia     | Serbia     | 8          |          | Montenegro | Montenegro      | 10              |                 |  |
|  |            |            |            |          | Montenegro | Montenegro      | 10              |                 |  |
|  |            |            | Ungheria   | Ungheria | 8          |                 |                 |                 |  |
|  | Ungheria   | Ungheria   | Ungheria   | Ungheria | 8          | 10              |                 |                 |  |
|  | Ungheria   | Ungheria   |            |          |            | 10              |                 |                 |  |
|  | Italia     | Italia     | 7          |          |            | Finale 3º posto | Finale 3º posto | Finale 3º posto |  |
|  | Italia     | Italia     | 7          |          |            |                 |                 |                 |  |
|  |            |            |            |          |            |                 |                 |                 |  |
|  |            |            |            |          |            | Serbia          | Serbia          | 7               |  |
|  |            |            |            |          |            | Serbia          | Serbia          | 7               |  |
|  |            |            |            |          |            | Italia          | Italia          | 10              |  |

Risultati
| 1º luglio | Serbia     | - | Italia   | 7 - 10 |
| 1º luglio | Montenegro | - | Ungheria | 10 - 8 |

## Classifica finale
| Classifica | Squadre    |
| ---------- | ---------- |
|            | Montenegro |
|            | Ungheria   |
|            | Italia     |
| 4          | Serbia     |
| 5          | Australia  |
| 6          | Canada     |
| 7          | Grecia     |
| 8          | Kazakistan |